# باسو
باسو (به فرانسوی: Bassou) یک کمون (فرانسه) در فرانسه است که در یون (فرانسه) واقع شده‌است. باسو ۴٫۰۸ کیلومتر مربع مساحت دارد.